# Ministrymon sanguinalis
Ministrymon sanguinalis is een vlinder uit de familie van de Lycaenidae. De wetenschappelijke naam van de soort werd als Thecla sanguinalis in 1878 gepubliceerd door Burmeister.